# متغير محرفي (حوسبة)
تشار (بالإنجليزية: char)‏ في لغة البرمجة هو نوع من البيانات، في وثائق بوزيكس تم تعريف «التشار» على انه سلسلة متكونة من بايت أو أكثر لتشكل محرف، ومع ذلك بقي مصطلح تشار نوع من البيانات بحجم 8 بت في العديد من لغات البرمجة مثل C + + ونفس الشيء لـ C سي  ، لغات أخرى مثل جافا التشار يستخدم 16 بت.
التشار قد يكون كبيرة بما يكفي لاحتواء أي محرف. تاريخيا كانت المحارف تخزن في بايت واحد، سبب هذا قيود عند زيادة الرموز في الحاسوب، استعمل أكثر من تشار واحد ليمثل الرموز و المحارف لكن أدى إلى خلط بين المصطلحات ( تشار سلسلة بايتات) أو ( تشار حجمه 1 بايت )
. هذا ما يجعل الكثير من الوثائق مربكة أو مضللة عندما تستخدم تشار متعدد البايتات للتعامل مع المحارف.

## التعامل مع تشار
في لغة مثل C والباسكال، يتم تخزين الرموز في سلاسل من تشار لتكوين الجمل النصية وأخر بايت من الجملة يحمل قيمة "0" للدلالة على نهاية النص. يتم الوصول وتغيير المحارف بواسطة المؤشرات ويمكن كذلك استخدام المصفوفة.

## أمثلة

### تشار في لغة البرمجة سي C
في سي C تشار عبارة عن 8 بت وهو قيمة رقمية، يعطيها القدرة على تمثيل كل رموز أسكي من 0 إلى 255.
```
char
 
ch
 
=
 
'a'
;

printf
(
"%d"
,
 
ch
);

```

الشار لا يحمل نص، لكن يمكن هذا عند استعماله كمصفوفة أو مؤشر
الإعلان عنه كمصفوفة :
```
char
 
mydata
[]
 
=
 
"salam"
;

```

كيفية الإعلان عنه كمؤشر
```
char
 
*
p
 
=
 
"salam"
;

```

تشار يستطيع حمل رمز واحد فقط :
```
char
 
mydata
;

mydata
 
=
 
'x'
;

```

### تشار في الجافا
في الجافا تشار عبارة عن 16 بت وهو قيمة رقمية، يعطينا القدرة على تمثيل كل رموز يونيكود.
```
char
 
choice
=
'س'
;

System
.
out
.
println
(
choice
);

```

يتم التعامل مع الجمل والنصوص بمتغير أخز.